# Leichtathletik-Weltmeisterschaften 1995/100 m der Frauen

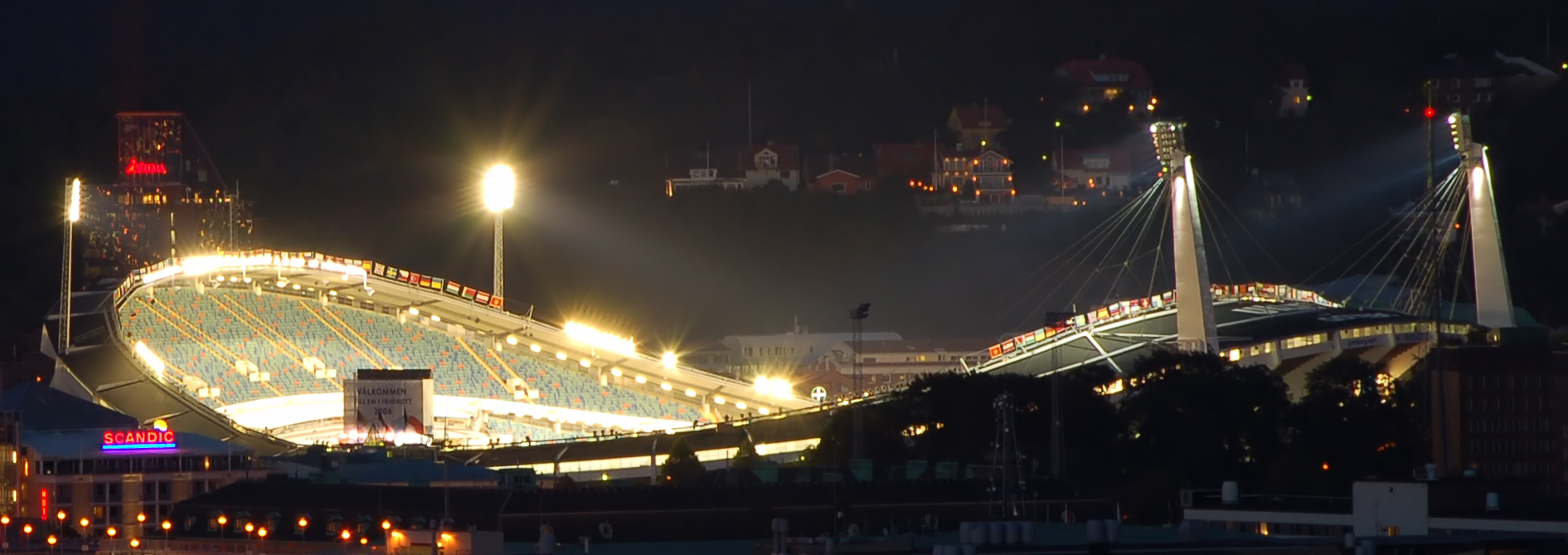
Das Göteborger Ullevi-Stadion im Jahr 2006

Der 100-Meter-Lauf der Frauen bei den Leichtathletik-Weltmeisterschaften 1995 wurde am 6. und 7. August 1995 im Göteborger Ullevi-Stadion ausgetragen.
Weltmeisterin wurde die US-amerikanische WM-Zweite von 1991 und WM-Dritte von 1993 Gwen Torrence, die darüber hinaus über 200 Meter 1992 Olympiasiegerin und 1991 sowie 1993 Vizeweltmeisterin war. Sie hatte außerdem mehrere Gold- und Silbermedaillen mit den Staffeln ihres Landes über 4 × 100 m und 4 × 400 m bei Olympischen Spielen sowie Weltmeisterschaften errungen und gewann auch hier in Göteborg einen zweiten WM-Titel mit der 4-mal-100-Meter-Staffel der USA.

Rang zwei belegte die Jamaikanerin Merlene Ottey, die bei den Olympischen Spielen 1984 sowie den Weltmeisterschaften 1987 und 1991 jeweils Bronze, außerdem bei den Weltmeisterschaften 1993 Silber gewonnen hatte. Auch über 200 Meter hatte sie weitere Medaillen errungen: einmal WM-Gold (1993), einmal WM-Silber (1983), zweimal WM-Bronze (1987/1991) und dreimal Bronze bei Olympischen Spielen (1980/1984/1992). Dazu hatte sie einmal WM-Gold und zweimal WM-Gold-Bronze mit ihren 4-mal-100-Meter-Staffeln gewonnen. Hier in Göteborg verteidigte sie drei Tage später ihren Titel als Weltmeisterin über 200 Meter und errang am Schlusstag Bronze mit ihrer Sprintstaffel.

Bronze ging an die russische Olympiadritte von 1992 (damals für das Vereinte Team startend) und amtierende Europameisterin Irina Priwalowa. Sie war darüber hinaus auch amtierende Europameisterin über 200 Meter und hatte 1992 Olympiagold mit der 4-mal-100-Meter-Staffel des Vereinten Teams gewonnen.

## Rekorde

### Bestehende Rekorde
| Weltrekord               | 10,49 s | Florence Griffith-Joyner | Indianapolis, USA                 | 16. Juli 1988   |
| Weltmeisterschaftsrekord | 10,82 s | Gail Devers              | WM 1993 in Stuttgart, Deutschland | 16. August 1993 |
| Weltmeisterschaftsrekord | 10,82 s | Merlene Ottey            | WM 1993 in Stuttgart, Deutschland | 16. August 1993 |

Der bestehende WM-Rekord wurde bei diesen Weltmeisterschaften nicht eingestellt und nicht verbessert.
Die US-amerikanische Weltmeisterin Gwen Torrence verfehlte den Rekord allerdings nur sehr knapp – im Finale nur um drei und im Halbfinale sogar nur um zwei Hundertstelsekunden. Auch die Silbermedaillengewinnerin Merlene Ottey aus Jamaika blieb im Halbfinale nur um drei Hundertstelsekunden über dem bestehenden WM-Rekord, den sie zwei Jahre zuvor ebenfalls als Vizeweltmeisterin zeitgleich mit der damaligen Siegerin Gail Devers aus den Vereinigten Staaten im Finale aufgestellt hatte.

## Vorrunde
Die Vorrunde wurde in acht Läufen durchgeführt. Die ersten drei Athletinnen pro Lauf – hellblau unterlegt – sowie die darüber hinaus acht zeitschnellsten Läuferinnen – hellgrün unterlegt – qualifizierten sich für das Viertelfinale.

### Vorlauf 1
6. August 1995, 10:00 Uhr
Wind: +0,5 m/s
| Platz | Name                       | Nation           | Zeit (s) |
| ----- | -------------------------- | ---------------- | -------- |
| 1     | Jekaterina Leschtschowa    | Russland         | 11,27    |
| 2     | Mary Onyali                | Nigeria          | 11,44    |
| 3     | Hanitriniaina Rakotondrabé | Madagaskar       | 11,51    |
| 4     | Virgen Benavides           | Kuba             | 11,52    |
| 5     | Andrea Philipp             | Deutschland      | 11,66    |
| 6     | Stephanie Douglas          | Großbritannien   | 11,67    |
| 7     | Magdalena Ansue            | Äquatorialguinea | 13,62    |

### Vorlauf 2
6. August 1995, 10:06 Uhr
Wind: −0,4 m/s
| Platz | Name               | Nation                | Zeit (s) |
| ----- | ------------------ | --------------------- | -------- |
| 1     | Merlene Ottey      | Jamaika               | 11,15    |
| 2     | Natalja Woronowa   | Russland              | 11,23    |
| 3     | Mary Tombiri       | Nigeria               | 11,42    |
| 4     | Petja Pendarewa    | Bulgarien             | 11,45    |
| 5     | Gabriele Becker    | Deutschland           | 11,54    |
| 6     | Rahela Markt       | Kroatien              | 11,87    |
| 7     | Sortelina da Silva | São Tomé und Príncipe | 13,16    |

### Vorlauf 3
6. August 1995, 10:12 Uhr
Wind: +0,3 m/s
| Platz | Name                   | Nation         | Zeit (s) |
| ----- | ---------------------- | -------------- | -------- |
| 1     | Schanna Pintussewytsch | Ukraine        | 11,34    |
| 2     | Liliana Allen          | Kuba           | 11,35    |
| 3     | Hermin Joseph          | Dominica       | 11,52    |
| 4     | Susanthika Jayasinghe  | Sri Lanka      | 11,55    |
| 5     | Simmone Jacobs         | Großbritannien | 11,60    |
| 6     | Jerneja Perc           | Slowenien      | 11,86    |
| 7     | Brianie Massaka        | Republik Kongo | 12,67    |

### Vorlauf 4
6. August 1995, 10:18 Uhr
Wind: +0,4 m/s
| Platz | Name              | Nation              | Zeit (s) |
| ----- | ----------------- | ------------------- | -------- |
| 1     | Juliet Cuthbert   | Jamaika             | 11,26    |
| 2     | Heather Samuel    | Antigua und Barbuda | 11,42    |
| 3     | Sanna Hernesniemi | Finnland            | 11,47    |
| 4     | Savatheda Fynes   | Bahamas             | 11,52    |
| 5     | Felipa Palacios   | Kolumbien           | 11,63    |
| 6     | Damayanthi Darsha | Sri Lanka           | 11,65    |
| 7     | Kate Clarke       | Liberia             | 13,45    |
| 8     | Awa Diarra        | Mauretanien         | 13,86    |

### Vorlauf 5

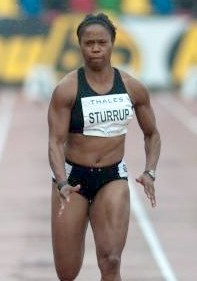
Chandra Sturrup schied mit ihren 11,99 s in der Vorrunde aus

6. August 1995, 10:24 Uhr
Wind: +0,5 m/s
| Platz | Name                   | Nation       | Zeit (s) |
| ----- | ---------------------- | ------------ | -------- |
| 1     | Gwen Torrence          | USA          | 11,11    |
| 2     | Ekaterini Thanou       | Griechenland | 11,27    |
| 3     | Christy Opara-Thompson | Nigeria      | 11,31    |
| 4     | Slatka Georgiewa       | Bulgarien    | 11,36    |
| 5     | Chandra Sturrup        | Bahamas      | 11,59    |
| 6     | Georgette Nkoma        | Kamerun      | 11,80    |
| 7     | Shabana Akhtar         | Pakistan     | 12,40    |

### Vorlauf 6
6. August 1995, 10:30 Uhr
Wind: +0,3 m/s
| Platz | Name                | Nation     | Zeit (s) |
| ----- | ------------------- | ---------- | -------- |
| 1     | Carlette Guidry     | USA        | 11,18    |
| 2     | Melinda Gainsford   | Australien | 11,32    |
| 3     | Mirtha Brock        | Kolumbien  | 11,56    |
| 4     | Nora Iwanowa        | Bulgarien  | 11,57    |
| 5     | Kátia Regina Santos | Brasilien  | 11,68    |
| 6     | Odile Singa         | Frankreich | 11,70    |
| 7     | Thi Lan Ank Hoang   | Vietnam    | 12,42    |
| DNS   | Desiree Cocks       | Angola     |          |

### Vorlauf 7
6. August 1995, 10:36 Uhr
Wind: −0,3 m/s
| Platz | Name                  | Nation            | Zeit (s) |
| ----- | --------------------- | ----------------- | -------- |
| 1     | Melanie Paschke       | Deutschland       | 11,15    |
| 2     | Paula Thomas          | Großbritannien    | 11,34    |
| 3     | Delphine Combe        | Frankreich        | 11,39    |
| 4     | Eldece Clarke         | Bahamas           | 11,40    |
| 5     | Wang Huei-Chen        | Chinesisch Taipeh | 11,84    |
| 6     | Thoumphone Phommasanh | Laos              | 13,86    |
| DNS   | Natalie Jones         | Grenada           |          |

### Vorlauf 8
6. August 1995, 10:42 Uhr
Wind: +0,4 m/s
| Platz | Name                       | Nation     | Zeit (s) |
| ----- | -------------------------- | ---------- | -------- |
| 1     | Irina Priwalowa            | Russland   | 11,28    |
| 2     | Celena Mondie-Milner       | USA        | 11,30    |
| 3     | Beverly McDonald           | Jamaika    | 11,52    |
| 4     | Frédérique Bangué          | Frankreich | 11,54    |
| 5     | Cleide Amaral              | Brasilien  | 11,57    |
| 6     | Judith Boshoff             | Namibia    | 12,14    |
| DNS   | Antónia Margarete de Jesus | Angola     |          |

## Viertelfinale
Aus den vier Viertelfinalläufen qualifizierten sich die jeweils ersten vier Athletinnen – hellblau unterlegt – für das Halbfinale.

### Viertelfinallauf 1
6. August 1995, 16:55 Uhr
Wind: +0,4 m/s
| Platz | Name                    | Nation      | Zeit (s) |
| ----- | ----------------------- | ----------- | -------- |
| 1     | Celena Mondie-Milner    | USA         | 11,26    |
| 2     | Melanie Paschke         | Deutschland | 11,27    |
| 3     | Jekaterina Leschtschowa | Russland    | 11,33    |
| 4     | Melinda Gainsford       | Australien  | 11,35    |
| 5     | Hermin Joseph           | Dominica    | 11,44    |
| 6     | Virgen Benavides        | Kuba        | 11,49    |
| 7     | Mary Tombiri            | Nigeria     | 11,52    |
| 8     | Petja Pendarewa         | Bulgarien   | 11,55    |

### Viertelfinallauf 2
6. August 1995, 17:00 Uhr
Wind: +1,2 m/s
| Platz | Name                   | Nation      | Zeit (s) |
| ----- | ---------------------- | ----------- | -------- |
| 1     | Gwen Torrence          | USA         | 11,10    |
| 2     | Schanna Pintussewytsch | Ukraine     | 11,13    |
| 3     | Mary Onyali            | Nigeria     | 11,22    |
| 4     | Beverly McDonald       | Jamaika     | 11,22    |
| 5     | Natalja Woronowa       | Russland    | 11,35    |
| 6     | Slatka Georgiewa       | Bulgarien   | 11,37    |
| 7     | Gabriele Becker        | Deutschland | 11,54    |
| 8     | Delphine Combe         | Frankreich  | 11,68    |

### Viertelfinallauf 3
6. August 1995, 17:05 Uhr
Wind: +0,7 m/s
| Platz | Name                   | Nation              | Zeit (s) |
| ----- | ---------------------- | ------------------- | -------- |
| 1     | Irina Priwalowa        | Russland            | 11,11    |
| 2     | Merlene Ottey          | Jamaika             | 11,17    |
| 3     | Ekaterini Thanou       | Griechenland        | 11,28    |
| 4     | Christy Opara-Thompson | Nigeria             | 11,41    |
| 5     | Eldece Clarke          | Bahamas             | 11,49    |
| 6     | Heather Samuel         | Antigua und Barbuda | 11,51    |
| 7     | Susanthika Jayasinghe  | Sri Lanka           | 11,76    |
| 8     | Mirtha Brock           | Kolumbien           | 11,99    |

### Viertelfinallauf 4
6. August 1995, 17:10 Uhr
Wind: +0,8 m/s
| Platz | Name                       | Nation         | Zeit (s) |
| ----- | -------------------------- | -------------- | -------- |
| 1     | Carlette Guidry            | USA            | 11,03    |
| 2     | Juliet Cuthbert            | Jamaika        | 11,09    |
| 3     | Liliana Allen              | Kuba           | 11,25    |
| 4     | Sanna Hernesniemi          | Finnland       | 11,31    |
| 5     | Paula Thomas               | Großbritannien | 11,33    |
| 6     | Savatheda Fynes            | Bahamas        | 11,36    |
| 7     | Hanitriniaina Rakotondrabé | Madagaskar     | 11,46    |
| 8     | Frédérique Bangué          | Frankreich     | 11,55    |

## Halbfinale
Aus den beiden Halbfinalläufen qualifizierten sich die jeweils ersten vier Athletinnen – hellblau – für das Finale.

### Halbfinallauf 1
7. August 1995, 17:05 Uhr
Wind: +1,4 m/s
| Platz | Name                   | Nation       | Zeit (s) |
| ----- | ---------------------- | ------------ | -------- |
| 1     | Gwen Torrence          | USA          | 10,84    |
| 2     | Merlene Ottey          | Jamaika      | 10,85    |
| 3     | Irina Priwalowa        | Russland     | 10,90    |
| 4     | Schanna Pintussewytsch | Ukraine      | 11,09    |
| 5     | Ekaterini Thanou       | Griechenland | 11,09    |
| 6     | Liliana Allen          | Kuba         | 11,24    |
| 7     | Christy Opara-Thompson | Nigeria      | 11,37    |
| 8     | Sanna Hernesniemi      | Finnland     | 11,51    |

### Halbfinallauf 2

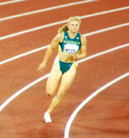
Als Sechste des zweiten Rennens schied Melinda Gainsford, spätere Melinda Gainsford-Taylor, mit 11,29 s im Halbfinale aus

7. August 1995, 17:11 Uhr
Wind: −0,7 m/s
| Platz | Name                    | Nation      | Zeit (s) |
| ----- | ----------------------- | ----------- | -------- |
| 1     | Carlette Guidry         | USA         | 11,09    |
| 2     | Melanie Paschke         | Deutschland | 11,13    |
| 3     | Juliet Cuthbert         | Jamaika     | 11,13    |
| 4     | Mary Onyali             | Nigeria     | 11,19    |
| 5     | Celena Mondie-Milner    | USA         | 11,24    |
| 6     | Melinda Gainsford       | Australien  | 11,29    |
| 7     | Beverly McDonald        | Jamaika     | 11,31    |
| 8     | Jekaterina Leschtschowa | Russland    | 11,34    |

## Finale
7. August 1995, 19:25 Uhr
Wind: +0,9 m/s
| Platz | Name                   | Nation      | Zeit (s) |
| ----- | ---------------------- | ----------- | -------- |
| 1     | Gwen Torrence          | USA         | 10,85    |
| 2     | Merlene Ottey          | Jamaika     | 10,94    |
| 3     | Irina Priwalowa        | Russland    | 10,96    |
| 4     | Carlette Guidry        | USA         | 11,07    |
| 5     | Schanna Pintussewytsch | Ukraine     | 11,07    |
| 6     | Melanie Paschke        | Deutschland | 11,10    |
| 7     | Mary Onyali            | Nigeria     | 11,15    |
| 8     | Juliet Cuthbert        | Jamaika     | 11,44    |

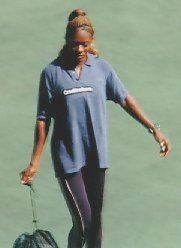
Merlene Ottey, seit 1980 vielfache Medaillengewinnerin, wurde wie schon zwei Jahre zuvor Vizeweltmeisterin – drei Tage darauf siegte sie mit hauchdünnem Vorsprung über 200 Meter
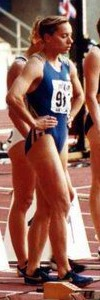
Schanna Pintussewytsch, spätere Schanna Block, belegte Rang fünf
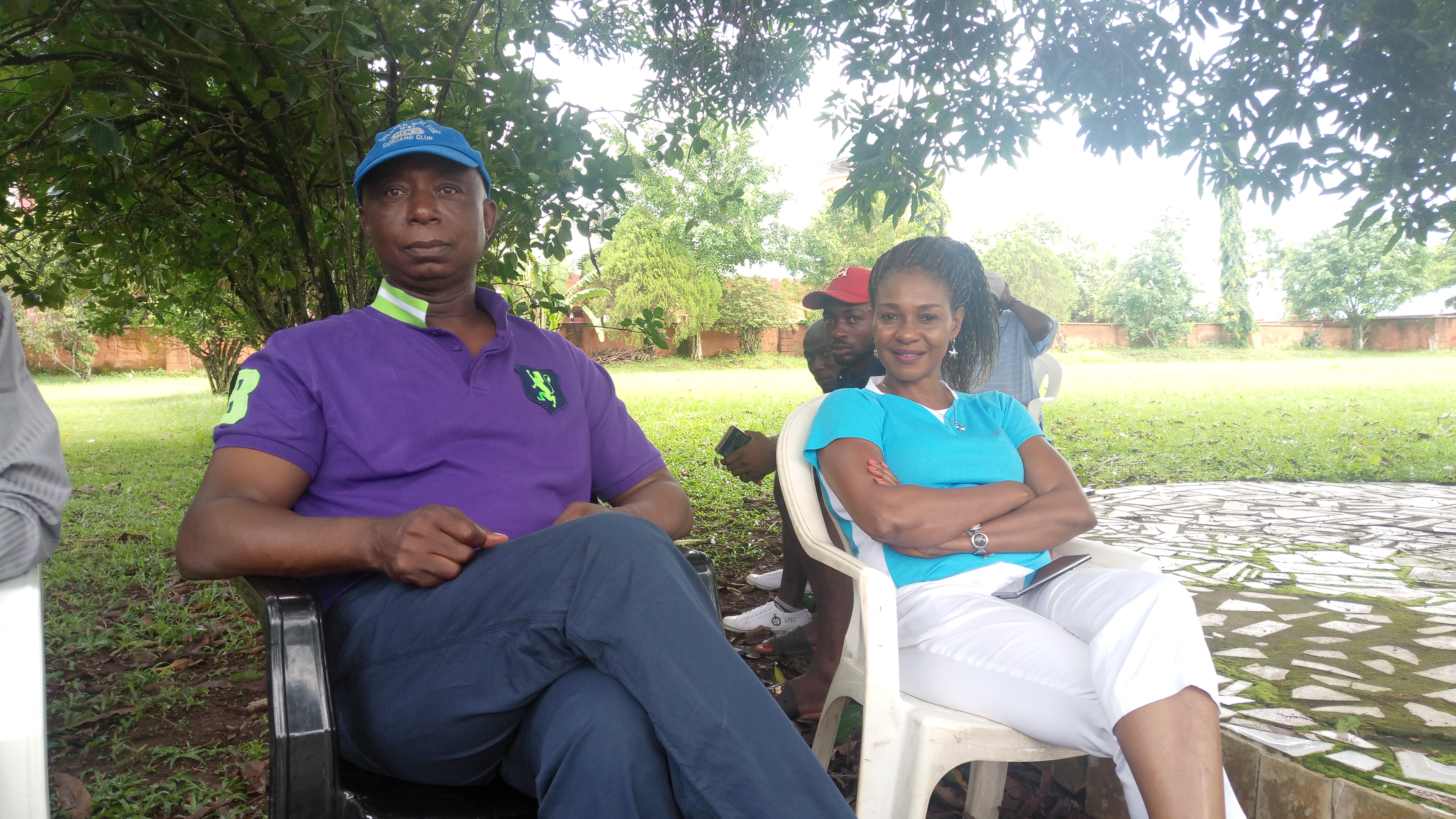
Mary Onyali (Foto: 2014) kam auf den siebten Platz, über 200 Meter wurde sie Sechste und erreichte damit wie schon bei den letzten Weltmeisterschaften beide Sprintfinals
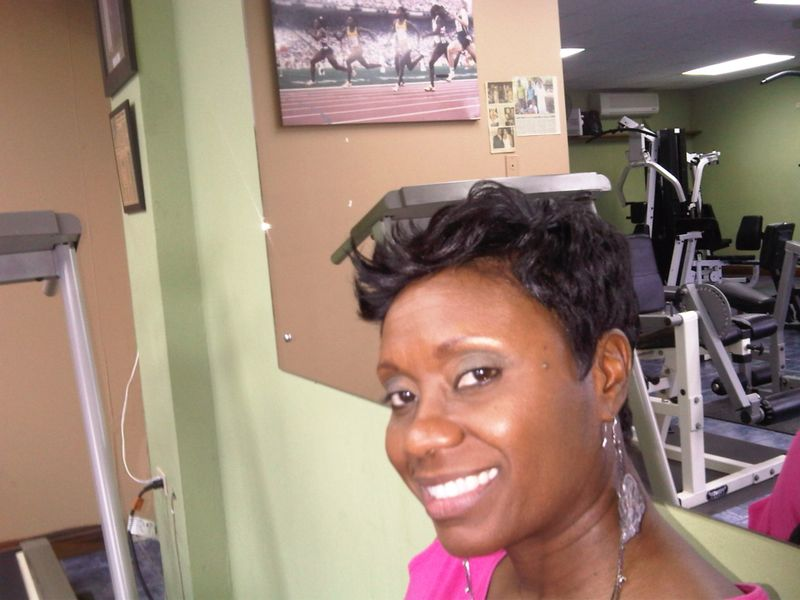
Rang acht für Juliet Cuthbert, 1992 jeweils Olympiazweite über 100 und 200 Meter

## Video
- Women's 100m Final - 1995 IAAF World Athletics Championships auf youtube.com, abgerufen am 5. Juni 2020